# 克勞福德縣 (伊利諾伊州)
克勞福德縣（英語：Crawford County）是美國伊利諾伊州東部的一個縣，東鄰印地安納州。面積1,154平方公里。根據美國2000年人口普查，共有人口20,452人。縣治魯濱遜（Robinson）。
成立於1816年12月31日，縣名紀念在詹姆斯·麥迪遜和安德魯·傑克遜時期分別擔任戰爭部長和財政部長的威廉·哈里斯·克勞福德。